# Kate Harrisson

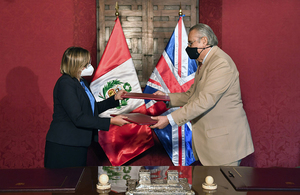
Kate Harrisson e Allan Wagner Tizon em 2021

Kate Harrisson é uma diplomata britânica. Ela é a embaixadora britânica no Peru.

## Carreira
Ela formou-se na Open University e na SOAS University of London. Ela estudou em estudos chineses modernos e em psicologia e tem um mestrado em antropologia social. Ela trabalhou em negócios na China até ao ano 2000, quando decidiu ingressar no Foreign and Commonwealth Office.
Ela foi vice-chefe de missão no Vietname, Conselheira Política na China e Cônsul Económica em Hong Kong. Ela foi também palestrante nas Conferências de Cidades da América Latina 2019: Lima.
Euquanto embaixadora no Peru, promoveu a melhoria das infraestruturas nesse país.